# Station Bleret
Station Bleret is een spoorweghalte langs spoorlijn 36 (Brussel-Luik) in Bleret, een deelgemeente van de stad Borgworm.

## Treindienst
| Serie       | Treinsoort          | Route                                                          | Bijzonderheden                                 |
| ----------- | ------------------- | -------------------------------------------------------------- | ---------------------------------------------- |
| S 44        | S-trein Luik (NMBS) | Landen – Borgworm – Bleret – Momalle – Luik-Guillemins – Wezet | Rijdt in het weekend Landen - Luik-Guillemins. |
| P 7375      | Piekuurtrein (NMBS) | Landen – Bleret – Luik-Guillemins                              | Rijdt alleen op werkdagen.                     |
| P 7490/8490 | Piekuurtrein (NMBS) | Borgworm – Bleret – Luik-Guillemins                            | Rijdt alleen op werkdagen.                     |

## Galerij

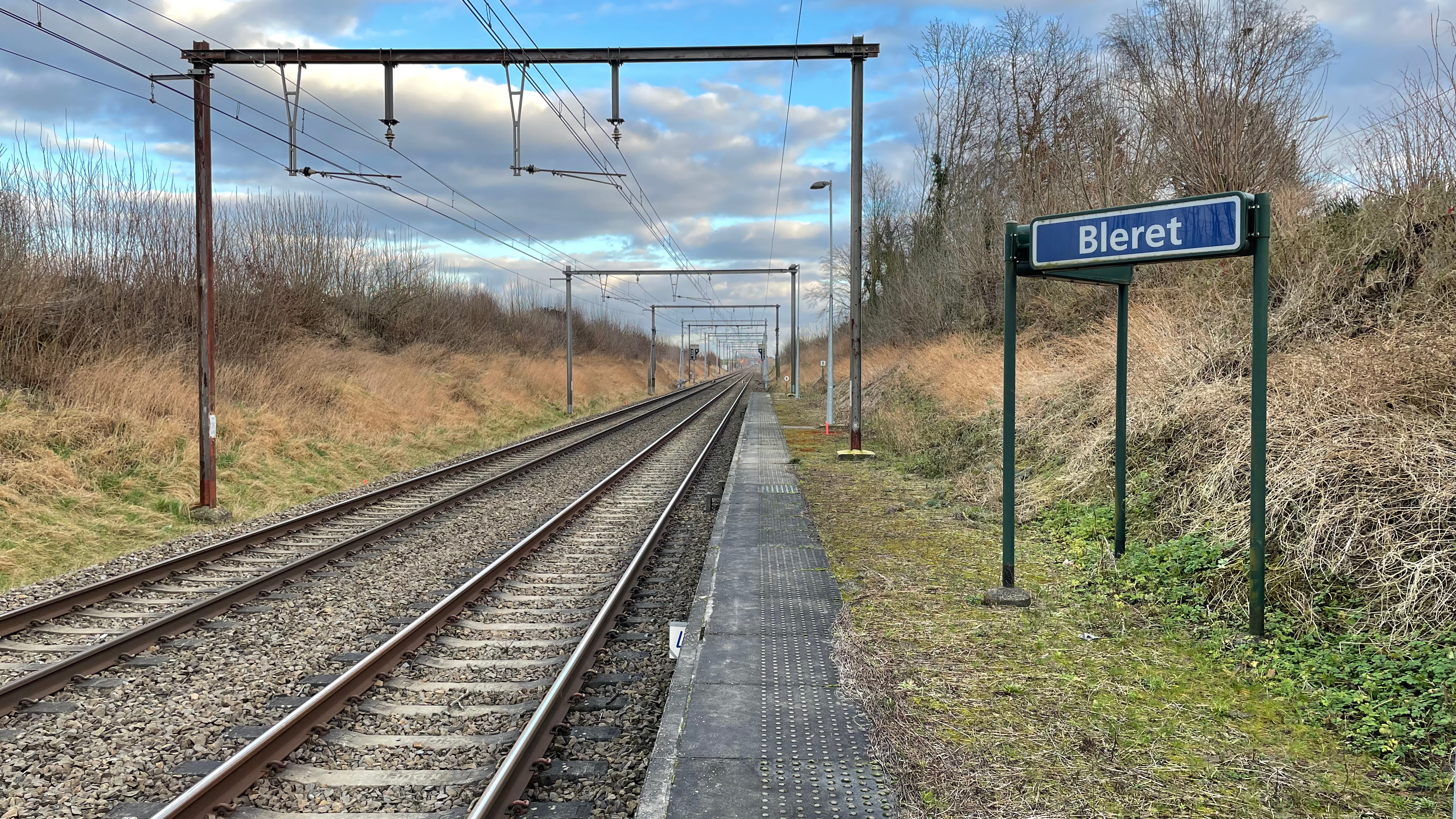
Plaatsnaambord op perron
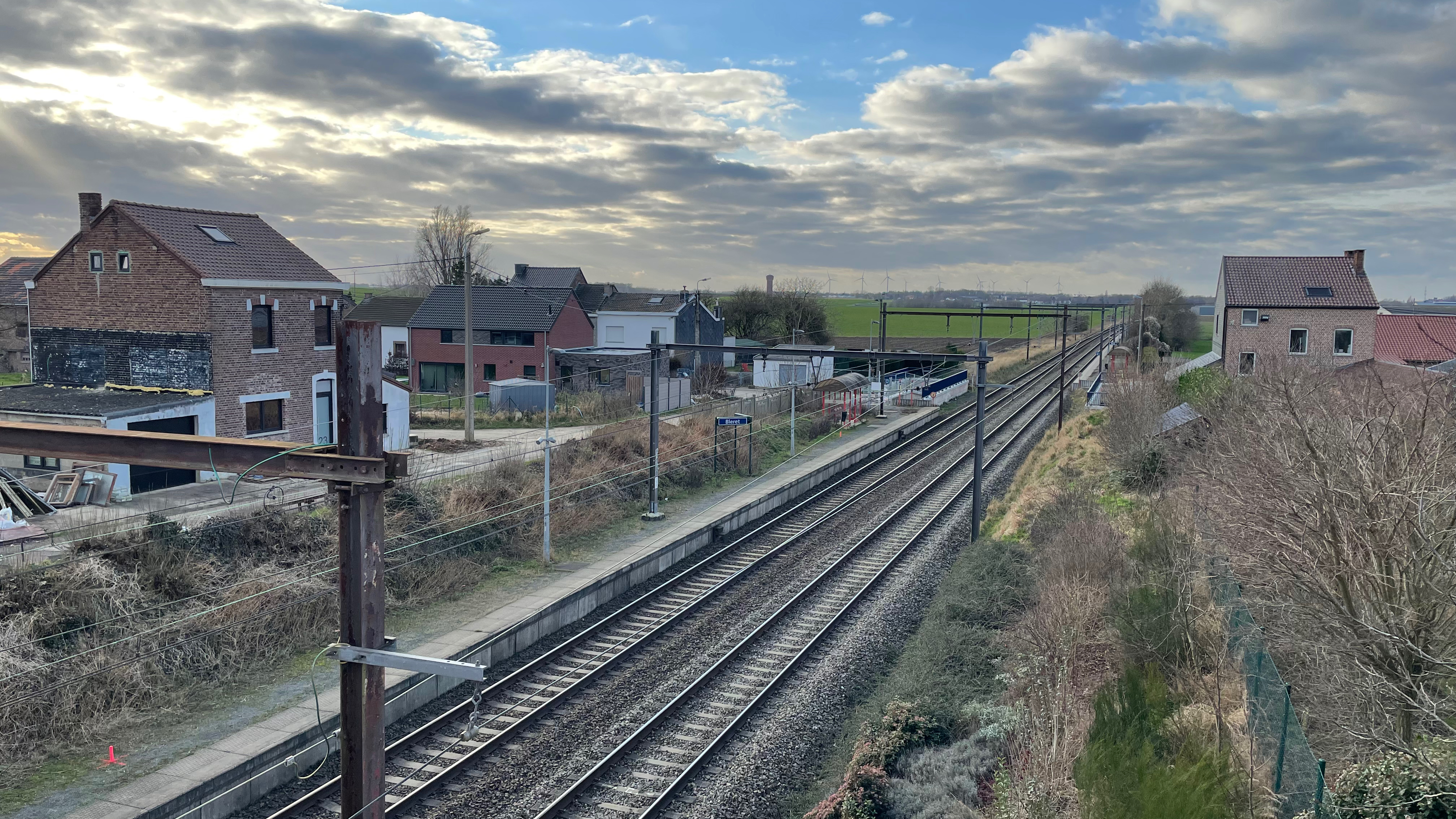
Zicht op het station

## Reizigerstellingen
De grafiek en tabel geven het gemiddeld aantal instappende reizigers weer op een week-, zater- en zondag.
| Tabel: aantal instappende reizigers station Bleret | Tabel: aantal instappende reizigers station Bleret | Tabel: aantal instappende reizigers station Bleret | Tabel: aantal instappende reizigers station Bleret |
|                                                    | Weekdag                                            | Zaterdag                                           | Zondag                                             |
| -------------------------------------------------- | -------------------------------------------------- | -------------------------------------------------- | -------------------------------------------------- |
| 1977                                               | 59                                                 | 9                                                  | 8                                                  |
| 1978                                               | 45                                                 | 7                                                  | 3                                                  |
| 1979                                               | 51                                                 | 10                                                 | 8                                                  |
| 1980                                               | 55                                                 | 8                                                  | 5                                                  |
| 1981                                               | 40                                                 | 5                                                  | 4                                                  |
| 1982                                               | 37                                                 | 8                                                  | 8                                                  |
| 1983                                               | 55                                                 | 4                                                  | 3                                                  |
| 1984                                               | 57                                                 | 3                                                  | 5                                                  |
| 1985                                               | 54                                                 | 5                                                  | 8                                                  |
| 1986                                               | 43                                                 | 4                                                  | 4                                                  |
| 1987                                               | 38                                                 | 3                                                  | 6                                                  |
| 1988                                               | 28                                                 | 11                                                 | 7                                                  |
| 1989                                               | 26                                                 | 5                                                  | 3                                                  |
| 1990                                               | 27                                                 | 3                                                  | 8                                                  |
| 1991                                               | 34                                                 | 6                                                  | 2                                                  |
| 1992                                               | 35                                                 | 3                                                  | 2                                                  |
| 1993                                               | 15                                                 | -                                                  | -                                                  |
| 1994                                               | 7                                                  | -                                                  | -                                                  |
| 1995                                               | 6                                                  | -                                                  | -                                                  |
| 1996                                               | 10                                                 | -                                                  | -                                                  |
| 1997                                               | 10                                                 | -                                                  | -                                                  |
| 1998                                               | 12                                                 | -                                                  | -                                                  |
| 1999                                               | 20                                                 | -                                                  | -                                                  |
| 2000                                               | 23                                                 | -                                                  | -                                                  |
| 2001                                               | 25                                                 | -                                                  | -                                                  |
| 2002                                               | 33                                                 | -                                                  | -                                                  |
| 2003                                               | 26                                                 | -                                                  | -                                                  |
| 2004                                               | 29                                                 | -                                                  | -                                                  |
| 2005                                               | 30                                                 | -                                                  | -                                                  |
| 2006                                               | 30                                                 | -                                                  | -                                                  |
| 2007                                               | 27                                                 | -                                                  | -                                                  |
| 2008                                               | -                                                  | -                                                  | -                                                  |
| 2009                                               | 25                                                 | -                                                  | -                                                  |
| 2010                                               | -                                                  | -                                                  | -                                                  |
| 2011                                               | -                                                  | -                                                  | -                                                  |
| 2012                                               | 32                                                 | -                                                  | -                                                  |
| 2013                                               | 41                                                 | -                                                  | -                                                  |
| 2014                                               | 33                                                 | -                                                  | -                                                  |
| 2015                                               | 63                                                 | -                                                  | -                                                  |
| 2016                                               | 72                                                 | -                                                  | -                                                  |
| 2017                                               | 36                                                 | -                                                  | -                                                  |
| 2018                                               | 52                                                 | -                                                  | -                                                  |
| 2019                                               | 51                                                 | -                                                  | -                                                  |
| 2020                                               | 36                                                 | -                                                  | -                                                  |
| 2021                                               | -                                                  | -                                                  | -                                                  |
| 2022                                               | 52                                                 | 44                                                 | 23                                                 |
| 2023                                               | 61                                                 | 24                                                 | 22                                                 |
| 2024                                               | 58                                                 | 17                                                 | 22                                                 |

0,0: Brussel-Noord ·
2,4: Schaarbeek ·
5,5: Haren-Zuid ·
7,0: Diegem ·
9,4: Zaventem ·
12,0: Nossegem ·
14,7: Kortenberg ·
16,1: Zavelstraat ·
17,8: Erps-Kwerps ·
19,2: Beisem ·
21,1: Veltem ·
24:0: Herent ·
28,8: Leuven ·
34,1: Korbeek-Lo ·
36,1: Lovenjoel ·
40,0: Vertrijk ·
42,0: Roosbeek ·
44,3: Kumtich ·
47,4: Tienen ·
53,8: Ezemaal ·
57,0: Neerwinden ·
60,7: Landen ·
64,0: Gingelom ·
69,0: Jeuk-Rosoux ·
71,5: Corswarem ·
74,5: Waremme ·
77,2: Bleret ·
79,8: Remicourt ·
83,2: Momalle ·
85,4: Fexhe-le-Haut-Clocher ·
87,8: Voroux-Goreux ·
89,9: Bierset-Awans ·
93,4: Ans ·
94,7: Montegnée ·
97,0: Liège-Haut-Pré ·
99,9: Luik-Guillemins